# Roppeviller
Roppeviller là một xã trong vùng Grand Est, thuộc tỉnh Moselle, quận Sarreguemines, tổng Bitche. Tọa độ địa lý của xã là 49° 06' vĩ độ bắc, 07° 30' kinh độ đông. Roppeviller nằm trên độ cao trung bình là 260 mét trên mực nước biển, có điểm thấp nhất là 257 mét và điểm cao nhất là 451 mét. Xã có diện tích 13,77 km², dân số vào thời điểm 1999 là 140 người; mật độ dân số là 10 người/km².

## Thông tin nhân khẩu
| 1817 | 1844 | 1962 | 1968 | 1975 | 1982 | 1990 | 1999 |
| ---- | ---- | ---- | ---- | ---- | ---- | ---- | ---- |
| 507  | 587  | 158  | 164  | 140  | 122  | 125  | 140  |